# Le Meilleur d'entre nous
Le Meilleur d'entre nous est une mini-série télévisée franco-belge en quatre épisodes de 52 minutes diffusée du 3 au 10 janvier 2023 sur France 3.
Cette fiction est une coproduction de Quad Drama, TS Productions, France Télévisions, AT-Production et la RTBF (télévision belge), avec la participation de la Radio télévision suisse (RTS) et le soutien de la région Auvergne-Rhône-Alpes.
La série a été tournée en Île-de-France et en région Auvergne-Rhône-Alpes.

## Synopsis
Abel Guérin, brillant biathlète admiré de tous, est retrouvé mort sur le stade d’entraînement. Awa Sissako, jeune capitaine de gendarmerie, est dépêchée sur l'affaire pour épauler le lieutenant Salvi. Elle comprend vite que l'entourage d'Abel, en surface très coopératif, cache bien des choses.

## Fiche technique
- Réalisation : Floriane Crépin
- Scénario : Lucie Prost, Aurélia Morali, Isabel Sebastian
- Sur une idée de : Lucie Prost
- Sociétés de production : Quad Drama, TS Productions, France Télévisions, AT-Production, RTBF
- Photographie : Olivier Garguir
- Premier Assistant Réalisatrice : Olivier Vergès
- Musique :
- Pays de production :  France /  Belgique
- Date de première diffusion : 
  -  France : 3 janvier 2023 sur France 3
  -  Belgique :

## Distribution
- Mariama Gueye : Awa Sissako
- Nicolas Gob : Achille Salvi
- Elisa Erka : Justine Guérin
- Marilyn Lima : Manon Mandrillon
- Bruno Debrandt : Jean Faure
- Théo Costa-Marini : Benoit Guérin
- Loyan Pons de Vier : Abel Guérin
- Princess Erika : Maïssa Sissako
- Gauthier Battoue : Édouard Bailly
- Benoît Michel : Frédérik Mayor
- Marie Matheron : Nelly Guérin
- Luce Mouchel : Catherine Mandrillon
- Farouk Bermouga : Hugo Grandclément
- Arthur Chaminade : Julian

## Autour du tournage
Le tournage se déroule du 8 février au 6 avril 2022, en région Île-de-France et en région Auvergne-Rhône-Alpes.

## Audiences

### En France
En France, les quatre épisodes sont diffusés les mardis soir à partir de 21 h 10 sur France 3, entre le 3 janvier et le 10 janvier 2023.
| Épisode              | Diffusion             | Audience moyenne          | Audience moyenne                | Audience moyenne |
| Épisode              | Diffusion             | Nombre de téléspectateurs | Part d'audience (4 ans et plus) | Classement       |
| -------------------- | --------------------- | ------------------------- | ------------------------------- | ---------------- |
| 1                    | Mardi 3 janvier 2023  | 3 690 000                 | 17,10 %                         | 1er              |
| 2                    | Mardi 3 janvier 2023  | 3 540 000                 | 18,30 %                         | 1er              |
| 3                    | Mardi 10 janvier 2023 | 3 190 000                 | 15,6 %                          | 1er              |
| 4                    | Mardi 10 janvier 2023 | 3 100 000                 | 17,3 %                          | 1er              |
| Moyenne de la saison | Moyenne de la saison  | 3 380 000                 | 17,08 %                         |                  |

- Les plus hauts chiffres d'audience
- Les plus bas chiffres d'audience